# 德米特里·门捷列夫
德米特里·伊凡諾維奇·門捷列夫（羅馬化：Dmitriy Ivanovich Mendeleyev；1834年2月8日—1907年2月2日），19世纪俄国化学家，發現化學元素的週期性。他和尤利乌斯·冯·迈尔、贝吉耶·德·尚库尔图瓦分别编撰出世界上第一張元素週期表，并据以预见了一些尚未发现的元素。因为他们的编撰，所以他们成为了元素周期表的奠基人，也为后来人发现新元素指明方向。

## 早年生活
门捷列夫于1834年生於俄國西伯利亞的托博爾斯克市，他的祖父是特维尔地区东正教主教，父亲毕业于特维尔的神学院，后担任学校校长。12岁时，门捷列夫的父亲去世，母亲的工厂又被一场大火毁于一旦，家境一落千丈，但门捷列夫考入了托博爾斯克文科中学，也算是家里的安慰。1849年，门捷列夫的母亲变卖家产，带着孩子四处求学，先后到过莫斯科、柏林和巴黎，最后在圣彼得堡高等師範學校为门捷列夫找到一个入读机会，1850年，门捷列夫就读物理數學系。隔年9月，门捷列夫的母亲病逝，门捷列夫决心发愤读书，1855年以優異的成績畢業，但由于被诊断出有肺结核，不得不到黑海边上的克里米亚半岛休养。在此期间，门捷列夫读完了硕士，并于两年后回到圣彼得堡。期间先後到過辛菲羅波爾、敖德薩擔任中學教師。1857年他被圣彼得堡大学破格任命为化学讲师。

## 科研生涯
1859年至1861年间，门捷列夫被选拔去德国和法国留学，在海德堡进行流体的毛细现象以及光谱仪制作的研究，回国后任教于彼得堡工业学院。1861年八月底他发表了一本关于光谱仪的著作，并赢得了很高的评价。1862年，门捷列夫结婚，第二年，成为圣彼得堡国立技术大学的教授。1865年被圣彼得堡大学授予博士学位，并且被聘为化学教授。
1869年，门捷列夫发现了元素周期律，並就此发表了世界上第一份元素周期表，按原子量的大小順序排的同時，將原子價相似的元素上下排成縱列，并据此预见了12种尚未被发现的元素。1868年至1870年，他写成《化学原理》一书，最先用周期規律的观点系统地阐明了无机化学的基本原理。1893年起，门捷列夫担任度量衡局局长。1890年门捷列夫当选为英国皇家学会外国会员，并于1905年获得该学会的科普利奖章。1906年，诺贝尔化學獎委員會提名門捷列夫为当年的诺贝尔化学奖得主，但是在瑞典皇家科學院的大会上，有人提出用亨利·莫瓦桑替代门捷列夫，而科学院内具影响力的化學家阿伦尼乌斯强烈反对提名门捷列夫，支持莫瓦桑，他的理由是发明元素周期表这项贡献对于1906年的诺贝尔奖来说太老了。而同时代的人认为真实的原因是门捷列夫曾批評過阿伦尼乌斯的离解理论，阿伦尼乌斯伺机报复。最终，皇家科学院的大多数投票支持莫瓦桑。次年（1907年）2月2日，门捷列夫因流行性感冒去世。

## 元素週期表
門捷列夫前后花費了共二十年研究元素週期律。在1863年，科学界已經發現了56種化学元素，并且以平均每年一个新元素增加着，但是這些元素的性质顯得雜亂無章，有一些科學家試著將這些元素按照各自的化学性质整理成週期表，例如1829年德国化学家德贝莱纳提出了“三元素组”观点，把当时已知的44种元素中的15种分成5组，指出每组的三元素性质相似，而且中间元素的原子量等于较轻和较重的两个元素原子量之和的一半。例如钙、锶、钡，性质相似，锶的原子量大约是钙和钡的原子量之和的一半。氯、溴、碘以及锂、钠、钾等元素也有类似的关系。然而更进一步，就会发现其它化学元素并不能满足这些关系，所以并没有引起化学界的重视。法国人德尚寇特斯（B. De Chancortois，1820年－1886年）提出的关于元素性质的“螺旋图”，德国的迈尔（1830年－1895年）发表“六元素表”，以及英国人約翰·紐蘭茲（1837年－1898年）发表的关于元素性质的“八音律”，但成果皆不盡理想。

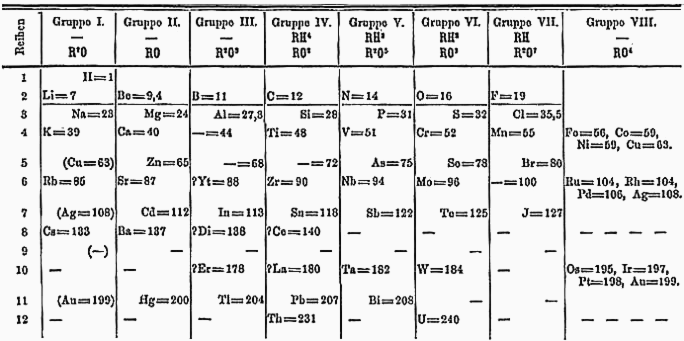
门捷列夫1871年的元素周期表

門捷列夫為了找出元素之间的规律，做了大量的考察研究，获得了一手的资料。1862年，他对巴库油田进行考察时，重测了一些元素的原子量。在1860年代初的工作中，他把一些元素列成下面样式的表格，这是元素周期表的雏形。
| Cl 35.5 | K 39   | Ca 40  |
| Br 80   | Rb 85  | Sr 88  |
| I 127   | Cs 133 | Ba 137 |

1869年3月，门捷列夫在他题为《元素性质与原子量的关系》的一篇论文中首次提出了元素周期律，发表了第一张元素周期表。这个表包括了当时科学家已知的63种元素，表中共有67个位置，尚有4个空位只有原子量而没有元素名称，门捷列夫假设，有这种原子量的未知元素存在。在表中，他还对铟、碲、金、铋四种元素当时公认的原子量表示质疑。比如根据碲在元素周期表中的位置在碘的前面，门捷列夫认为碲的原子量应该比碘小，而不是当时人认为的比碘大。这是门捷列夫发现元素周期律的最初思想。在他的第一张元素周期表发表以后，门捷列夫对元素周期律继续进行了深入研究。特别是重新审定了许多元素的原子量。在对元素的原子量进行审定之后，于1871年12月发表了他的第二个元素周期表。与他的第一张元素周期表相比，第二个元素周期表更完备、更精确、更系统。

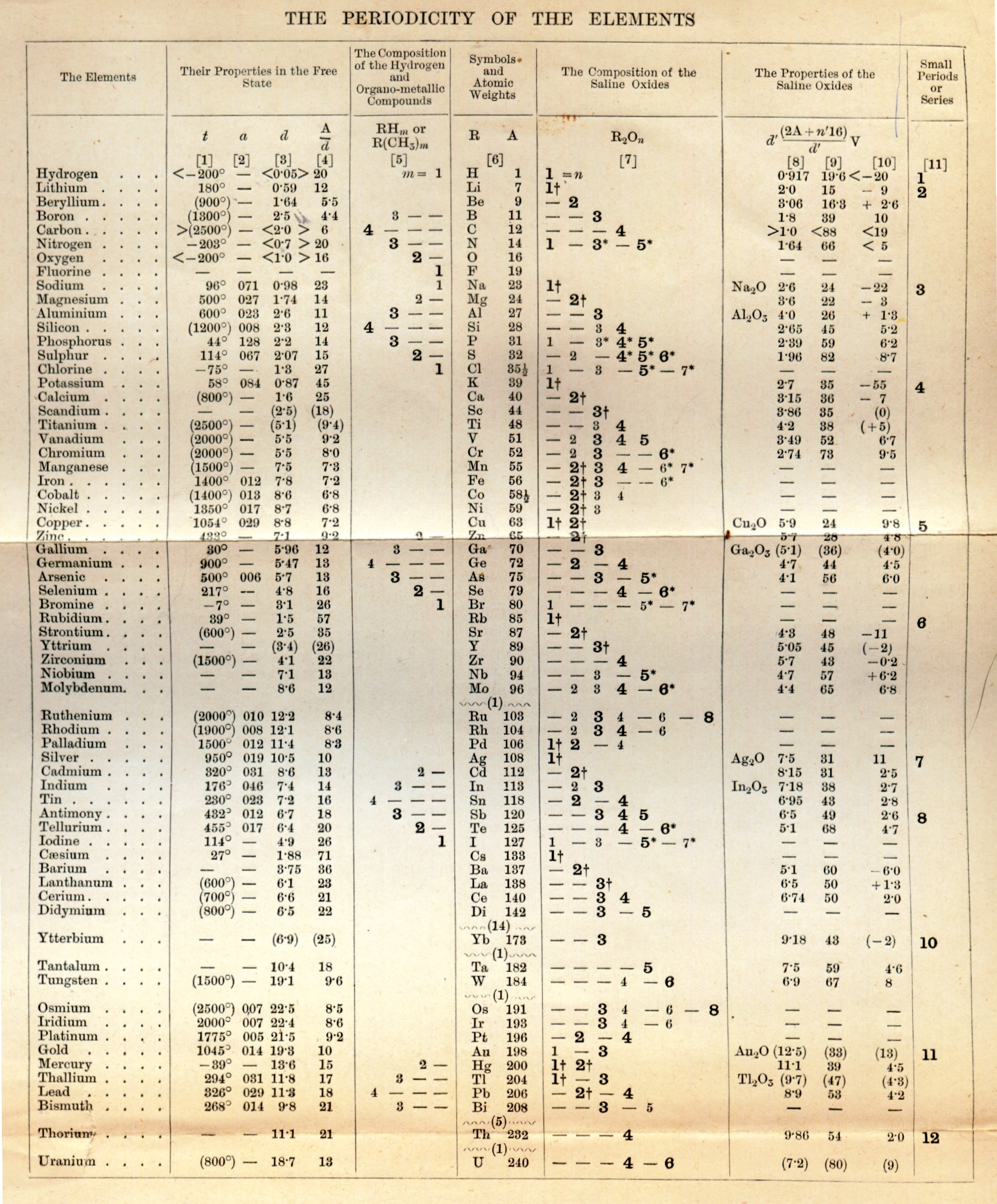
門捷列夫第一份英文版本(建基於俄文第五版)的元素周期表

门捷列夫在他的周期表裡為「未知元素」預留了空位，并依照这些未知元素应当具有的性质给他们起名为類硼、類鋁、類硅等。在1869年门捷列夫首次发表元素周期律时，他的成果并不为当时的化学界所认可。在隨後的幾年中，門捷列夫預言的類硼、類鋁、類硅等11種未知元素陸續被發現，即以後發現的鈧、鎵、鍺。这些元素的各種性質與门捷列夫的預言驚人地吻合，特別是後來發現的氦、氖、氬、氪、氙和氡又給元素周期表增加了新的惰性氣體。他的名著、伴随着元素周期律而诞生的《化学原理》，在十九世纪后期和二十世纪初，被国际化学界公认为标准著作，前后共出了八版。

## 其它重要贡献
- 门捷列夫把系统引入到俄罗斯帝国。
- 1860年发现气体的临界温度。
- 1887年提出溶液水化理论，为近代溶液学说的先驱。
- 1888年首先提出煤氣地下化的主张。
- 1892年，由俄罗斯帝国海军委托，门捷列夫发明了焦珂罗酊，一种基于硝化纤维的无烟火药，但由于成本原因并没有采纳使用。

## 紀念

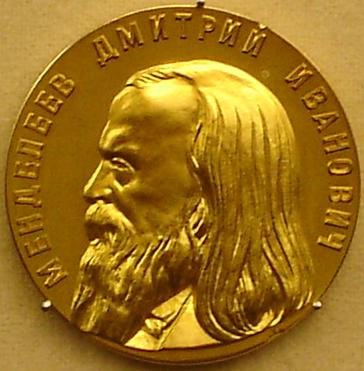
门捷列夫金奖

有許多的地名或事物的名稱和门捷列夫的名字有關。
聖彼得堡負責全國性及國際性精密量測的國家計量研究所，是以门捷列夫的名字命名，在旁邊有门捷列夫的紀念館，其中有照片，门捷列夫坐著的雕像，以上面繪有门捷列夫週期表的牆。
Twelve Collegia建築物在门捷列夫的時代是师范学院，現在是圣彼得堡国立大学的中心，有一個門捷列夫紀念博物館，前面的街也因此命名為門捷列夫街。
在莫斯科有門捷列夫化工大學。
原子序101號的合成化學元素，也依門捷列夫的名稱命名，其英文名稱為mendelevium，縮寫是Md（曾經用Mv），中文名稱為鍆，是一個金屬性的錒系超鈾元素，一般是由α粒子撞擊鑀原子來製備。
月球上在背對地球的一側有一個撞擊坑，命名為门捷列夫环形山。
俄羅斯科學院自1998年起頒發门捷列夫金奖，表揚在科學及技術上的成就，之前是由蘇聯科學院從1962年開始頒發。
Google在2016年2月8日的多国首页上放置纪念Doodle，以纪念门捷列夫诞辰182周年。

## 延伸閱讀
- Gordin, Michael. . New York: Basic Books. 2004. ISBN 0-465-02775-X.
- Mendeleyev, Dmitry Ivanovich; Jensen, William B. . Mineola, New York: Dover Publications. 2005. ISBN 0-486-44571-2.
- Strathern, Paul. . New York: St Martins Press. 2001. ISBN 0-241-14065-X.
- Mendeleev, Dmitrii Ivanovich. . New York: Collier. 1901.